# Marion Ricordeau
Marion Ricordeau (21 augustus 1996) is een Franse golfprofessional die sinds 2011 op de Ladies European Tour speelt. Ze komt uit Laon en woont nu in Saint-Jean-de-Luz.
Ricordeau deed in 2004 haar eindexamen en studeerde daarna in Laon. Als amateur won Ricordeau in 2008 het Nationaal Kampioenschap en het World University Championship en in 2009 het Frans amateurkampioenschap.

## Professional
Marion Ricordeau werd in 2008 professional. Op de LETA Tour won zij in haar rookiejaar het Terre Blanche Ladies Open in Frankrijk.

### Gewonnen
LETA Tour
- 2011: Terre Blanche Ladies Open (-8)[1]